# Емона
Емона (болг. Емона) — село в Болгарии. Находится в Бургасской области, входит в общину Несебыр. Население составляет 23 человека.
Деревушка Емона находится в районе мыса Емине на самой восточной точке Болгарии, которая отмечает конец Балканских гор. Согласно «Илиаде» Гомера Емона является родиной царя Реза (Рез), участвовавшего в Троянской войне и убитого  Одиссем и Диомедом.
Среди достопримечательностей можно выделить руины средневековой крепости Емона а также руины средневекового монастыря. При входе в здание часовни при монастыре можно увидеть дату ее постройки - 1847 год. 
В местном кметстве Баня, в состав которого входит Емона, должность кмета (старосты) исполняет Радомир Стоянов Велев 